# Tobie Constantin de Bordes
Tobie Constantin de Bordes (Amsterdam, 13 december 1772 - 's-Gravenhage, 3 oktober 1845) was een Nederlands jurist en politicus. 

## Familie
De Bordes was een zoon van zeildoekmaker Philip de Bordes (1741-1792) en diens tweede echtgenote Anne Marie Jordan (1745-1823). Hij trouwde in 1801 met Alida Maria Petronella van Toulon (1772-1844), dochter van Gouds burgemeester Martinus van Toulon. Uit hun huwelijk werden negen kinderen geboren, waarvan er twee jong overleden. Hij was de betovergrootvader van voordrachtskunstenaar en acteur Tob de Bordes (1927-2012).

## Loopbaan
De Bordes studeerde Romeins en hedendaags recht aan de Hogeschool te Leiden van 1791 tot 1795, alwaar hij promoveerde op dissertatie. Al snel na zijn studie werd hij advocaat aan het Hof van Holland, waarna hij secretaris was bij achtereenvolgens het Comité van Justitie te Amsterdam (1795 - 1798), het agentschap (ministerie) van Financiën (1798 - 1802) en de thesaurier-generaal. In 1805 was hij enige maanden lid van de Raad van Financiën en president (1805) en advocaat-fiscaal-generaal (1805 - 1811) bij de Raad van Judicare over de middelen te water en te lande. In 1798 verhuisde De Bordes naar 's-Gravenhage. In 1801 trouwde hij te Gouda met Alida Maria Petronella van Toulon, met wie hij drie zoons zou krijgen. 
In 1811 werd hij benoemd tot advocaat-generaal aan het Keizerlijk Gerechtshof te 's-Gravenhage (Nederland is dan ingelijfd in het Eerste Franse Keizerrijk van Napoleon Bonaparte) en toen Nederland in 1813 een onafhankelijk vorstendom (en later Koninkrijk) werd, vervulde hij dezelfde functie bij het Hooggerechtshof aldaar. In 1838 verliet hij deze functie om procureur-generaal te worden bij de Hoge Raad der Nederlanden, wat hij zou blijven tot zijn overlijden in 1845. 
Naast zijn gerechtelijke carrière was De Bordes ook van 1831 tot 1838 lid van de Tweede Kamer der Staten-Generaal namens de Staten van Holland, waar hij zich regeringsgezind opstelde. In 1832 behoorde hij tot de minderheid van de Kamer die vóór een wetsvoorstel tot verhoging van de accijns op turf stemde, een voorstel dat uiteindelijk met ruime meerderheid werd verworpen. 
De Bordes was lid van de Maatschappij der Nederlandsche Letterkunde te Leiden. Dat zijn familie niet zonder politieke invloed was, blijkt wel uit het feit dat hij zwager was van het Tweede Kamerlid Lodewijk van Toulon (die hij afloste in de Tweede Kamer) en oom van het latere Tweede Kamerlid en minister op diverse ministeries Pieter van Bosse.